# Leinsweiler
Leinsweiler település Németországban, Rajna-vidék-Pfalz tartományban. Lakosainak száma 519 fő (2023. december 31.).

## Népesség
A település népességének változása:
| Lakosok száma | 394  | 431  | 438  | 510  | 532  | 519  |
|               | 2014 | 2017 | 2019 | 2021 | 2022 | 2023 |